# Blockförband

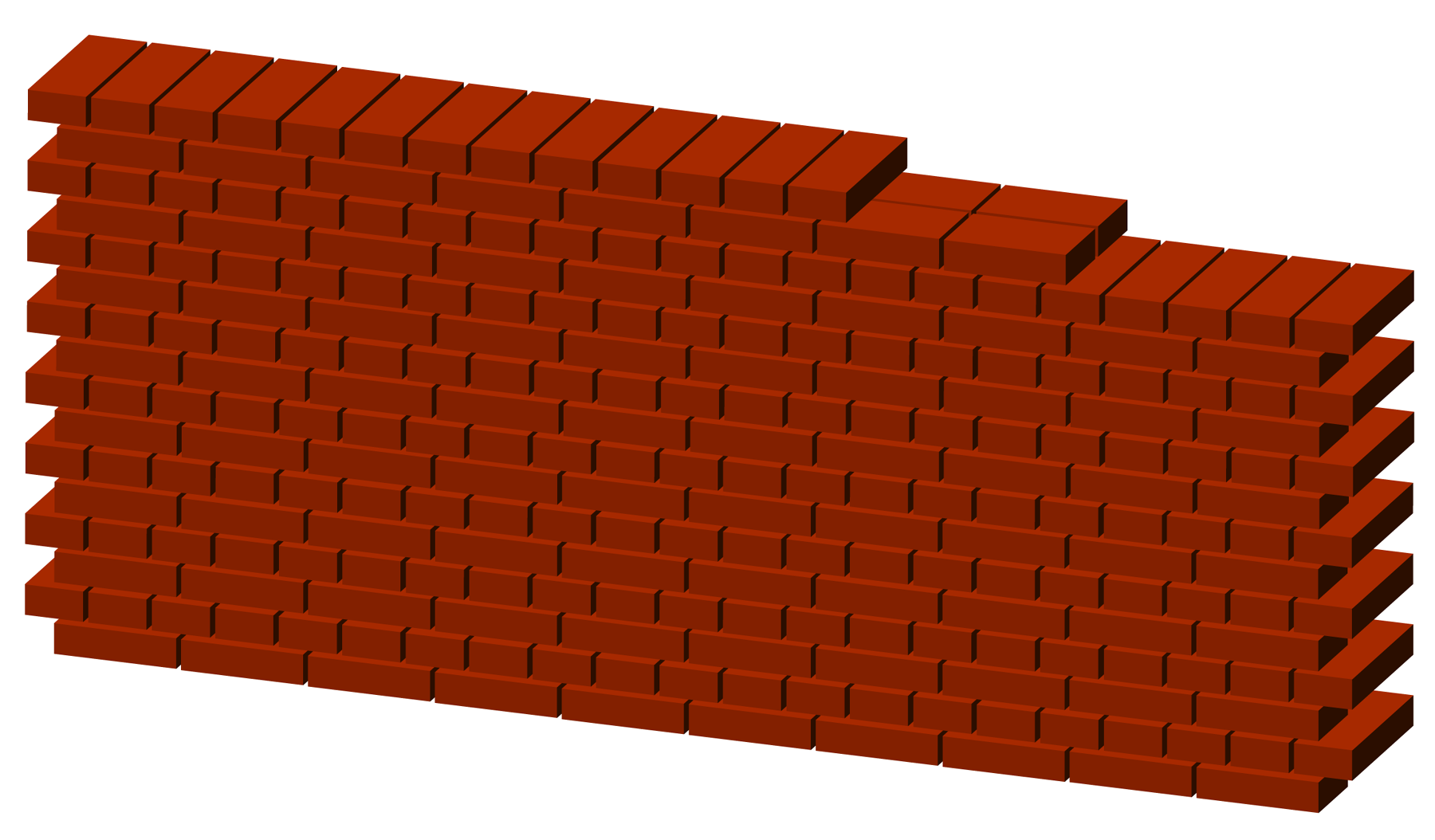
Blockförband

Blockförband (även kallat renässansförband) är ett murförband av omväxlande ett koppskift och ett löpskift med stötfogarna placerade lodrätt över varandra i vartannat skift. Förbandet förekommer bara i murverk som är mer än en halvsten tjocka.

## Fotnoter och källor
1. ↑  Tegel, s. 52.

- Lindgren, Jack; Moeschlin Jan (1985). Tegel: tillverkning, konstruktion, gestaltning. Stockholm: Svensk byggtjänst. Libris 7635739. ISBN 91-7332-293-8